# Повертаємість автомобіля
Недостатня і надлишкова повороткість[джерело?] — властивість поведінки автомобіля при повороті. Повороткість буває недостатньою, надмірною та нейтральною.
Повертаємість не є постійною для автомобіля, вона може змінюватись на протилежну залежно від виду повороту та динаміки їзди.

## Недостатня повороткість

Приклад недостатньої повертаємості

Недостатня повороткість (англ. understeering) коли зміщення (від осі повороту) передніх коліс більше ніж задніх. У цьому випадку автомобіль розпрямляє траєкторію руху у повороті.
У разі зносу вбік передніх коліс:
- На автомобілях всіх типів: застосувати гальмування двигуном, повернути кермо у бік зносу доки зчеплення не відновиться. Після цього зменшити швидкість і вписатися у поворот.
- Тільки для передньопривідного автомобіля: легке знесення можна скоригувати натисканням на зчеплення.

Передньопривідний автомобіль схильний до недостатньої повороткості.
Намагаються, щоб на серійних автомобілях була недостатня повороткість, бо невмілому водієві її легше виправити ніж надлишкову повертаємість. Скидання газу — природна реакція людини за надмірної швидкості входження в поворот.

## Надмірна повороткість

Приклад надмірної повертаності

Надмірна повороткість (англ. oversteering) коли зміщення (від осі повороту) задніх коліс більше ніж передніх. У цьому випадку у автомобіля зносить задню вісь, аж до розвороту.
У разі зносу вбік задніх коліс:
- На передньопривідному автомобілі повернути кермо у бік протилежний напрямок повороту (у бік зносу) і збільшити тягу. Педаль гальма використовувати лишень за наявності системи АБС
- На задньопривідному автомобілі повернути кермо у бік протилежний напрямку повороту, або плавно відпустити акселератор (не доводячи автомобіль до гальмування двигуном), або натиснути на акселератор, перевівши автомобіль в режим керованого заносу.
- На повнопривідному автомобілі: повернути кермо в протилежну сторону до напрямку повороту, а реакція на роботу з тягою індивідуальна залежно від схеми повного приводу, навантаження на осі.

Задньопривідний автомобіль схильний до надмірної повороткості не тільки при повороті, а також при розгоні та гальмуванні двигуном.
Автомобілі для ралі для проходження поворотів у керованому заносі надмірну повороткість створюють штучно такими прийомами, як контрзміщення, використання ручного гальма, надлишок тяги на задню вісь, динамічний перерозподіл ваги на передню вісь (завантаження передньої осі гальмуванням або скиданням газу). Автомобілі для ралі слизькими дорогами можуть мати недостатню повороткість через жорсткість трансмісії (міжосьових та міжколісних диференціалів), яка не дозволятиме колесам на коротшій внутрішній дузі крутитись повільніше ніж на довшій зовнішній.

## Нейтральна повороткість
Нейтральна пововороткість (англ. neutral handling — поведінка машини, коли немає зносу коліс передньої чи задньої осей та траєкторія руху центру мас машини відповідає заданому радіусу. На малих швидкостях, до появи значної бокової деформації шин, повороткість звичайних авто приблизно нейтральна.

## Вплив налаштувань автомобіля на повороткість
Понизити повороткість можна за рахунок:
- переміщення центру ваги автомобіля вперед;

- підвищення жорсткості передньої підвіски або передніх шин;
- зменшення жорсткості задньої підвіски або задніх шин;
- зменшення діаметра передніх коліс;
- збільшення діаметра задніх коліс;
- зменшення негативного розвалу передніх коліс;
- збільшення негативного розвалу задніх коліс;
- збільшення сходження передніх коліс;
- зменшення сходження задніх коліс;
- збільшення площі або кута атаки заднього антикрила ;
- зменшення площі або кута атаки переднього антикрила.

Для автомобілів з центром ваги нижче колісних осей (наприклад, боліди Формули 1):
- звуження передньої колії;
- розширення задньої колії;
- зниження заднього кліренсу;
- збільшення переднього кліренсу.

Якщо центр ваги вище рівня колісних осей (наприклад, звичайні кузовні автомобілі):
- розширення передньої колії;
- звуження задньої колії;
- збільшення заднього кліренсу;
- зменшення переднього кліренсу.

Зворотні дії призводять до збільшення повороткості.

## Вплив швидкості проходження повороту на повороткість
На повороткість також впливає радіус повороту і швидкість руху. На менш крутих поворотах, більша швидкість їх проходження, а також збільшується повороткість автомобіля. І навпаки, на крутих, повільних поворотах автомобіль відчуває недостатню повороткість. Наприклад, в повільних поворотах типу «шпилька» для боротьби з недостатньою повороткістю ралісти використовують дрифт, що викликається короткочасним блокуванням задніх коліс за допомогою ручного гальма, а на плавних швидкісних поворотах для боротьби з надлишковою обертальністю застосовують антикрило.